# Juan Jesús Posadas Ocampo
Juan Jesús Posadas Ocampo, mehiški rimskokatoliški duhovnik, škof in kardinal, * 10. november 1926, Salvatierra, † 24. maj 1993.

## Življenjepis
23. septembra 1950 je prejel duhovniško posvečenje.
21. marca 1970 je bil imenovan za škofa Tijuane in 14. junija istega leta je prejel škofovsko posvečenje.
28. decembra 1982 je bil imenovan za škofa Cuernavace in 15. maja 1987 za nadškofa Guadalajare.
28. junija 1991 je bil povzdignjen v kardinala in imenovan za kardinal-duhovnika Nostra Signora di Guadalupe e S. Filippo Martire.
Ubit je bil v strelskem obračunu kriminalnih tolp na letališču v Guadalajari.